# Штефан Кунц
Штефан Кунц (нім. Stefan Kuntz, нар. 30 жовтня 1962, Нойнкірхен) — німецький футболіст, нападник. По завершенні ігрової кар'єри — футбольний тренер.
Як гравець насамперед відомий виступами за клуб «Кайзерслаутерн», а також національну збірну Німеччини.
Чемпіон Німеччини. Володар Кубка Німеччини. Володар Суперкубка Німеччини. У складі збірної — чемпіон Європи.

## Клубна кар'єра
Вихованець футбольної школи клубу «Боруссія» (Нойнкірхен). Дорослу футбольну кар'єру розпочав 1980 року в основній команді того ж клубу, в якій провів три сезони.
Згодом з 1983 по 1989 рік грав у складі команд клубів «Бохум» та «Баєр Юрдінген».
Своєю грою за останню команду привернув увагу представників тренерського штабу клубу «Кайзерслаутерн», до складу якого приєднався 1989 року. Відіграв за кайзерслаутернський клуб наступні шість сезонів своєї ігрової кар'єри. Більшість часу, проведеного у складі «Кайзерслаутерна», був основним гравцем атакувальної ланки команди. У складі «Кайзерслаутерна» був одним з головних бомбардирів команди, маючи середню результативність на рівні 0,44 гола за гру першості. За цей час виборов титул чемпіона Німеччини, ставав володарем Суперкубка Німеччини.
Протягом 1995—1998 років захищав кольори клубів «Бешикташ» та «Армінія» (Білефельд).
Завершив професійну ігрову кар'єру у клубі «Бохум», у складі якого вже виступав раніше. Прийшов до команди 1998 року, захищав її кольори до припинення виступів на професійному рівні у 1999.

## Виступи за збірні
Протягом 1983—1985 років залучався до складу молодіжної збірної ФРН. На молодіжному рівні зіграв у 4 офіційних матчах, забив 3 голи.
1993 року дебютував в офіційних матчах у складі національної збірної Німеччини. Протягом кар'єри у національній команді, яка тривала 5 років, провів у формі головної команди країни 25 матчів, забивши 6 голів.
У складі збірної був учасником чемпіонату світу 1994 року у США, чемпіонату Європи 1996 року в Англії, здобувши того року титул континентального чемпіона.

## Кар'єра тренера
Розпочав тренерську кар'єру відразу ж по завершенні кар'єри гравця, 1999 року, очоливши тренерський штаб клубу «Боруссія» (Нойнкірхен).
Надалі з 2000 по 2003 рік очолював команди клубів «Карлсруе СК», «Вальдгоф» і «Рот Вайс» (Ален).
Надалі перебував на адміністративних посадах — був одним з директорів «Бохума», а протягом 2008—2016 років був головою правління клубу «Кайзерслаутерн».
2016 року повернувся до тренерської роботи, прийнявши пропозицію очолити тренерський штаб молодіжної збірної Німеччини, яку вивід до фінальної частини молодіжного Євро-2019.
19 вересня 2021 року Штефан Кунц був призначений на посаду головного тренера збірної Туреччини. Пропрацював із збірною Туреччини два роки.
З 2024 року спортивний директор футбольного клубу «Гамбург».

## Титули і досягнення

### Командні
Гравець
- Чемпіон Німеччини (1):

«Кайзерслаутерн»: 1990-91
- Володар Кубка Німеччини (1):

«Кайзерслаутерн»: 1989-90
- Володар Суперкубка Німеччини (1):

«Кайзерслаутерн»: 1991
- Чемпіон Європи (1):

1996
Тренер
- Чемпіон Європи (U-21) (2): 2017, 2021

### Особисті
- Футболіст року у Німеччині 1991

## Статистика
Статистика виступів за клуби німецької Бундесліги і турецький «Бешикташ»:
| Клуб                  | Сезон             | Ліга | Ліга | Кубок | Кубок | Єврокубки | Єврокубки | Суперкубок | Суперкубок | Всього | Всього |
| Клуб                  | Сезон             | Ігри | Голи | Ігри  | Голи  | Ігри      | Голи      | Ігри       | Голи       | Ігри   | Голи   |
| --------------------- | ----------------- | ---- | ---- | ----- | ----- | --------- | --------- | ---------- | ---------- | ------ | ------ |
| «Бохум»               | 1983/84           | 32   | 8    | 1     | 0     | —         | —         | —          | —          | 33     | 8      |
| «Бохум»               | 1984/85           | 34   | 11   | 3     | 3     | —         | —         | —          | —          | 37     | 14     |
| «Бохум»               | 1985/86           | 34   | 22   | 5     | 0     | —         | —         | —          | —          | 39     | 22     |
| «Бохум»               | Всього            | 100  | 41   | 9     | 3     | 0         | 0         | 0          | 0          | 109    | 44     |
| «Баєр 05» (Юрдінген)  | 1986/87           | 29   | 6    | 4     | 2     | 6         | 1         | —          | —          | 39     | 9      |
| «Баєр 05» (Юрдінген)  | 1987/88           | 32   | 13   | 5     | 5     | —         | —         | —          | —          | 37     | 18     |
| «Баєр 05» (Юрдінген)  | 1988/89           | 33   | 13   | 4     | 3     | —         | —         | —          | —          | 37     | 16     |
| «Баєр 05» (Юрдінген)  | Всього            | 94   | 32   | 13    | 10    | 6         | 1         | 0          | 0          | 113    | 43     |
| «Кайзерслаутерн»      | 1989/90           | 32   | 15   | 6     | 5     | —         | —         | —          | —          | 38     | 20     |
| «Кайзерслаутерн»      | 1990/91           | 27   | 11   | 1     | 2     | 2         | 1         | 1          | 1          | 31     | 15     |
| «Кайзерслаутерн»      | 1991/92           | 31   | 11   | 3     | 0     | 2         | 0         | 2          | 0          | 38     | 11     |
| «Кайзерслаутерн»      | 1992/93           | 26   | 6    | 1     | 1     | 1         | 2         | —          | —          | 28     | 9      |
| «Кайзерслаутерн»      | 1993/94           | 26   | 18   | 5     | 2     | —         | —         | —          | —          | 31     | 20     |
| «Кайзерслаутерн»      | 1994/95           | 28   | 14   | 4     | 1     | 2         | 1         | —          | —          | 34     | 16     |
| «Кайзерслаутерн»      | Всього            | 170  | 75   | 20    | 11    | 7         | 4         | 3          | 1          | 200    | 91     |
| «Бешикташ»            | 1995/96           | 30   | 9    | 2     | 0     | 2         | 2         | —          | —          | 34     | 11     |
| «Армінія» (Білефельд) | 1996/97           | 33   | 14   | 2     | 0     | —         | —         | —          | —          | 35     | 14     |
| «Армінія» (Білефельд) | 1997/98           | 32   | 11   | 2     | 1     | 0         | 0         | —          | —          | 34     | 12     |
| «Армінія» (Білефельд) | Всього            | 65   | 25   | 4     | 1     | 0         | 0         | 0          | 0          | 69     | 26     |
| «Бохум»               | 1998/99           | 20   | 6    | 1     | 0     | —         | —         | —          | —          | 21     | 6      |
| Всього за «Бохум»     | Всього за «Бохум» | 120  | 47   | 10    | 3     | 0         | 0         | 0          | 0          | 130    | 50     |
| Всього в Д-1          | Всього в Д-1      | 479  | 188  | 49    | 25    | 15        | 7         | 3          | 1          | 546    | 221    |